# Тринити (Флорида)
Тринити (англ. Trinity) — статистически обособленная местность, расположенная в округе Паско (штат Флорида, США) с населением в 10 907 человек по статистическим данным переписи 2010 года.

## География
По данным Бюро переписи населения США статистически обособленная местность Тринити имеет общую площадь в 12,17 квадратных километров, водных ресурсов в черте населённого пункта не имеется.
Статистически обособленная местность Тринити расположена на высоте 6 м над уровнем моря.

## Демография
По данным переписи населения 2000 года в Тринити проживало 4279 человек, 1479 семей, насчитывалось 1683 домашних хозяйств и 1863 жилых дома. Средняя плотность населения составляла около 351,6 человек на один квадратный километр. Расовый состав населённого пункта распределился следующим образом: 96,03 % белых, 06,08 % — чёрных или афроамериканцев, 1,71 % — азиатов, 0,02 % — выходцев с тихоокеанских островов, 0,84 % — представителей смешанных рас, 0,42 % — других народностей. Испаноговорящие составили 2,83 % от всех жителей статистически обособленной местности.
Из 1683 домашних хозяйств в 27,5 % воспитывали детей в возрасте до 18 лет, 82,6 % представляли собой совместно проживающие супружеские пары, в 4,0 % семей женщины проживали без мужей, 12,1 % не имели семей. 9,7 % от общего числа семей на момент переписи жили самостоятельно, при этом 5,2 % составили одинокие пожилые люди в возрасте 65 лет и старше. Средний размер домашнего хозяйства составил 2,54 человек, а средний размер семьи — 2,71 человек.
Население статистически обособленной местности по возрастному диапазону по данным переписи 2000 года распределилось следующим образом: 20,6 % — жители младше 18 лет, 2,8 % — между 18 и 24 годами, 24,1 % — от 25 до 44 лет, 31,7 % — от 45 до 64 лет и 20,8 % — в возрасте 65 лет и старше. Средний возраст жителей составил 47 лет. На каждые 100 женщин в Тринити приходилось 93,6 мужчин, при этом на каждые сто женщин 18 лет и старше приходилось 92,0 мужчин также старше 18 лет.
Средний доход на одно домашнее хозяйство статистически обособленной местности составил 68 883 доллара США, а средний доход на одну семью — 72 365 долларов. При этом мужчины имели средний доход в 57 375 долларов США в год против 31 384 доллара среднегодового дохода у женщин. Доход на душу населения статистически обособленной местности составил 68 883 доллара в год. 1,8 % от всего числа семей в населённом пункте и 2,1 % от всей численности населения находилось на момент переписи населения за чертой бедности, при этом из них были моложе 18 лет и 1,9 % — в возрасте 65 лет и старше.